# Eos (rodzaj)
Eos – rodzaj ptaków z podrodziny dam (Loriinae) w rodzinie papug wschodnich (Psittaculidae).

## Zasięg występowania
Rodzaj obejmuje gatunki występujące na wyspach na północ od Celebesu, na Molukach, Wyspach Tanimbar i wyspach na północ od Nowej Gwinei.

## Morfologia
Długość ciała 21–31 cm; masa ciała około 120 g.

## Systematyka

### Etymologia
Eos: łac. Eos „Wschód, Orient”, od gr. εως eōs lub ηως ēōs „wschodni, orientalny”.

### Podział systematyczny
Do rodzaju należą następujące gatunki:
- Eos reticulata (S. Müller, 1841) – lorysa kreskowana
- Eos cyanogenia Bonaparte, 1850 – lorysa czarnoskrzydła
- Eos histrio (Statius Müller, 1776) – lorysa przepasana
- Eos squamata (Boddaert, 1783) – lorysa modrobrzucha
- Eos semilarvata Bonaparte, 1850 – lorysa mała
- Eos bornea (Linnaeus, 1758) – lorysa karmazynowa